# Autopista Circunvalación Norte (Barquisimeto)
La Autopista Circunvalación Norte de Barquisimeto es una importante arteria vial ubicada en el centro occidente de Venezuela, en el Estado Lara, de unos 28,5 kilómetros de longitud, que se había paralizado en su construcción desde la década de los 80, y que fue retomada a  partir de 2005 por la gobernación del estado Lara y por el Ministerio de infraestructura (Minfra), se conectará con la Autopista Centro Occidental Cimarrón-Andresote y se prevé en un futuro enlazarla con la Autopista Acarigua-Barquisimeto, lo que permitiría mejorar considerablemente el flujo vial en esa parte del país.  Se inauguró a los principios del 2007.
La autopista tiene salidas y accesos en:
- Barquisimeto (Distribuidor Veragacha)
- El Ujano
- Distribuidor Polígono De Tiro (El Cuji-Tamaca)
- Distribuidor El Trompillo-Carorita
- Distribuidor Zona Industrial II
- Distribuidor Moyetones
- Distribuidor San Francisco

- Datos: Q5712573